# Tijjani Muhammad-Bande
Tijjani Muhammad-Bande (Zagga, 7 dicembre 1957) è un politico, diplomatico e docente nigeriano.

## Biografia
Nato nella città di Zagga, nello stato del Kebbi nella regione nord-occidentale della Nigeria, il 7 dicembre 1957.
Dopo aver conseguito gli studi in patria presso l'università di Ahmadu Bello nel 1979, consegue una laurea magistrale all'università di Boston nel 1981 e un dottorato di ricerca presso l'università di Toronto nel 1987 con principale argomento di studio le scienze politiche.
Inizia la sua carriera accademica nel 1980 insegnando all'università di Sokoto, raggiungendo nel 1998 il titolo di professore ordinario e nel 2004 al titolo di vice cancelliere della medesima università, carica che lascerà nel 2010 dopo la nomina a direttore dell'Istituto nazionale per gli studi politici e strategici. Nel 2017 il presidente Muhammadu Buhari lo nomina ambasciatore presso le Nazioni Unite. Nel 2016 ha iniziato a lavorare presso l'ONU e in questa veste ha assunto la vicepresidenza dell'assemblea nello stesso anno. 
Dal 17 settembre 2019 diventa Presidente dell'Assemblea generale, succedendo a María Fernanda Espinosa.

## Vita privata
Sposato è padre di 4 figli. Ha vari hobby fra cui il nuoto, il football, l'agricoltura e la musica.